# 山田三郎 (画家)
山田 三郎（やまだ さぶろう、1927年 - 1979年）は、おもに書籍の挿絵や絵本などの分野で活動した、日本の画家。本名・禄太郎から、仲間うちでは「ロクちゃん」と呼ばれていた。
山田は、人形の制作工房で働いた後、1947年に戦時中の中断からの再建が取り組まれていた人形劇団プークで、人形劇に取り組み、美術を手がけた。1953年の時点では既にプークを離れていたが、映画『セロ弾きのゴーシュ』の制作に際して、人形のデザインなどの実質的な中心となった。
瀬田貞二の薫陶を受け、1950年代には、瀬田が中心となっていた平凡社の『児童百科事典』シリーズなどの挿絵を多数手がけた。1960年代以降、本格的に絵本や、子ども向け書籍の挿絵に取り組み、高く評価された『三びきのこぶた』、『ちびっこカムのぼうけん』、『ながいながいペンギンの話』などに関わった。
飯沢匡は、山田を評して「日本の動物画の第一人者」と述べたという。

## おもな絵本、挿画提供作品
- かもときつね、ビターリー・V・ビアンキ（内田莉莎子・訳）、福音館書店、1962年
- ピノキオ、コロディ・原作（関英雄・編）、あかね書房、1963年[8]
- 白いりす、安藤美紀夫・作、講談社、1965年
- きつねとねずみ、ビターリー・V・ビアンキ（内田莉莎子・訳）、福音館書店、1967年
- 三びきのこぶた、イギリス昔話（瀬田貞二・訳）、福音館書店、1967年
- ながいながいペンギンの話、いぬいとみこ・作、理論社、1999年
- ちびっこカムのぼうけん、神沢利子・作、理論社、1999年
- 3びきのこぶた、岡信子・文、世界文化社、2011年